# Abu Nasr Mansur
Abū Naṣr Manṣūr ibn ʿAlī b. ʿIrāq (in arabo ابو نصر منصور بن علی بن عراق‎?; Gīlān, 970 – Ghazni, 1036) è stato un astronomo e matematico persiano musulmano.
Scienziato persiano rinomato per le sue competenze trigonometriche e di geometria sferica.
Abū Naṣr Manṣūr nacque nella famiglia degli Afrighidi. 
Studiò sotto Abū al-Wafā' al-Būzjānī e, a sua volta, fu maestro di Abū Rayhān al-Bīrūnī. Molte delle opere di Abū Naṣr riguardavano la matematica, ma altre riguardavano l'astronomia. In matematica sviluppò gli studi di Tolomeo e di Menelao di Alessandria. 